# Morris Oxford
Morris Oxford — серия моделей автомобилей, производившихся компанией Morris Motors в Великобритании с 1913 по 1971 гг.

## Первый Bullnose
Первый автомобиль Уильяма Морриса (William Morris) был назван в честь его родного города Оксфорда. Для снижения затрат детали и узлы приобретались у сторонних фирм, а сборка осуществлялась на фабрике Морриса. Это был маленький автомобиль с 1,018-литровым четырёхцилиндровым двигателем с горизонтальным расположением цилиндров и с зажиганием от магнето.
Шасси автомобиля было штампованным из стали. Подвеска — на гнутых листовых пружинах. Тормоза с металлическими колодками внешнего скольжения предусматривались только на задних колесах. Коробка передач была трехступенчатой с задней передачей. Передние фары были ацетиленовые, а задние и боковые огни — на масляных лампах.
Автомобиль получил разговорное название «bullnose» — «бычий нос» за характерный закругленный сверху обвод радиатора. Большинство произведенных экземпляров данной модели были с открытыми двухместными кузовами, но был и вариант с закрытым верхом. В любом случае, первый «bullnose» был слишком мал для четырёх пассажиров.

## Второй Bullnose
В 1919 году появилась обновленная модель автомобиля больших размеров. На ней был установлен двигатель объёмом 1,518 литра в 11,9 налоговых лошадиных сил (н. л. с), конструкции американской компании Continental Motors Company, производимый по лицензии. У автомобиля была также улучшенная система электропитания и кожаная отделка салона.
В 1923 году мощность двигателя была доведена до 40 л. с. (13,9 н. л. с.), при объёме 1,802 литра. В 1925 году была расширена колесная база и установлены тормоза на все колеса. Эта модель «Оксфорда» станет основой для первого гоночного автомобиля марки MG — 4/28 Super Sport.

## Flatnose & Six
Характерный для «bullnose» вид носовой части автомобиля был изменен в обновленной версии автомобиля Flatnose (1926-30) и Six (1929-33). Двигатель остался прежним. Новая 1,938-литровая 6-цилиндровая версия серии LA «Oxford Six», выпускавшаяся между 1929 и 1933 годами, была более успешной, чем 1920-я. В 1932 году коробка передач стала четырёхступенчатой и объём двигателя увеличился до 2,062 л в серии «Q».

## Sixteen & Twenty
Полностью новый автомобиль был представлен в 1934 году. У него было большее и более прочное шасси, подвижное крепление 2,002-литрового двигателя и синхронизированная коробка передач. Первоначально он сохранял прежнее название — Six («шесть», по числу цилиндров в двигателе), потом оно было изменено на Sixteen («шестнадцать», от налоговой мощности двигателя). Далее наименование менялось: «четырнадцатая», «шестнадцатая», «восемнадцатая», а затем название «Oxford» исчезло до 1948 года.

## Oxford III
Oxford был обновлен и с 1956 года получил новую дополнительную двухцветную окраску, рифленый капот и небольшие задние буфера. Внутри остались сиденья, отделанные кожей, была изменена приборная панель и появилось новое рулевое колесо. Двигатель выдавал 55 л. с. (41 кВт) при увеличенной степени сжатия, хотя максимальная скорость и ускорение остались прежними. Полуавтоматическая трансмиссия «Manumatic» с центробежной вакуумной муфтой в сочетании с сцеплением являлось дополнительной опцией, с ней машина имела две педали. Передняя независимая подвеска с передними торсионами давала комфорт выше среднего как водителю, так и пассажирам.
В 1957 году журнал Motor провел испытания Oxford III. Максимальная скорость составила 74,4 мили в час (119,7 км/ч), практически не изменившись по сравнению с серией II; разгон с 0 до 60 миль/ч (97 км/ч) за 30,5 секунд. Расход топлива был на уровне 10,5 л/100 км. Тестовый автомобиль стоил 898 фунтов стерлингов вместе с налогом в 300 фунтов. Этот автомобиль стал основой для Hindustan Ambassador, который строился в Индии с 1957 по 2014 гг. без существенных изменений.